# マーク・ロバーツ

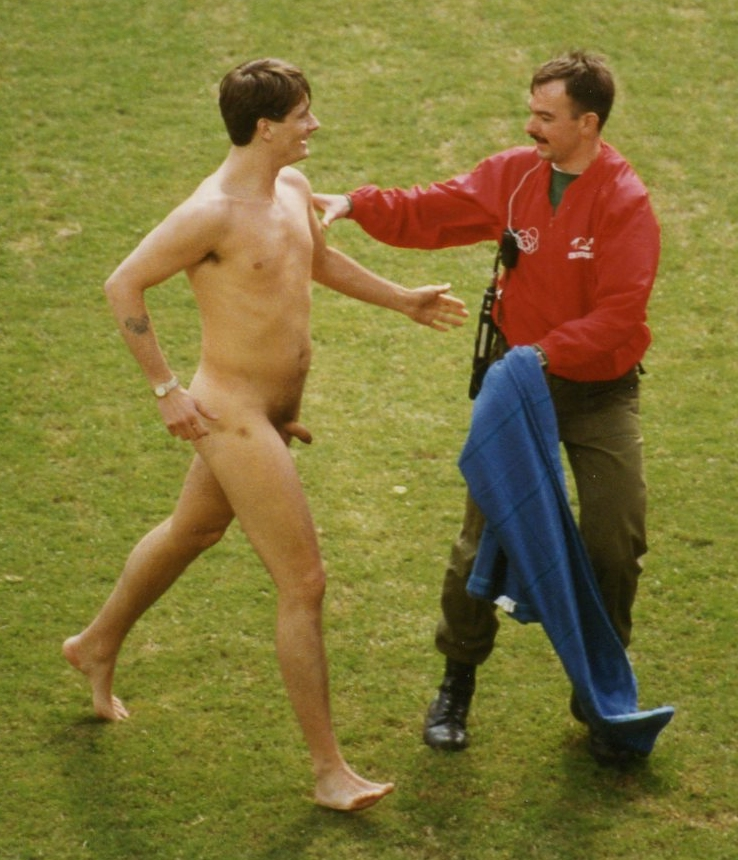
マーク・ロバーツ

マーク・ロバーツ（英語: Mark Roberts、1964年 - ）はあらゆるイベントでストリーキング・パフォーマンスを行っていたイギリスのヌーディスト。しかし股間だけは毎回Tバックで隠していることから真のヌーディストではないという声が多い。3児の父。

## 概要
ロバーツのヌーディスト史は1993年に香港セブンズの試合を観戦中に女性ストリーキングに出会ったことから始まる。翌日、とある酒場で客の前で裸になった。
2009年までに380カ所近くで暴れている。ルイス・ハミルトンのレース会場、ミス・ユニバース、ミス・ワールド、スペインで毎年行われる牛追い祭り、バルセロナで行われたシンクロナイズドスイミング世界選手権など多くを舞台に活動。なかでもサッカー場はお気に入りでありイングランドの全てのサッカー場でブラックリストに登録されている。
2003年1月、アメリカに上陸。第37回スーパーボウルの試合中に乱入するという計画を企てたがチケットが取れず失敗に終わる。しかしめげずに翌年の第38回スーパーボウルのチケットを購入し、関連人物に扮装して潜入に成功。ハーフタイムを終え後半の始まる直前、下半身裸でフィールドに乱入。ムーンウォークを披露したがプロのフットボーラーのタックルを受けご用となった。このとき中継していたアナウンサーは「裸でフットボールは肌が剥けるぞ」とコメント。その後不法侵入の罪で千ドルの罰金とスーパーボウルに出入り禁止となった。この時背中にGoldenPalace.comというカジノサイトの広告を貼り付けていた。これはその後この会社から宣伝料を多くもらえるだろうと考えて付けたものだが実際は名誉毀損だとして訴えられた。しかし、その少し前にジャネット・ジャクソンが生中継で胸を露出するというハプニングが起きていたため全米でも話題をさらわれた。
2006年のFIFAワールドカップにも出撃予定であったがチケットの購入を拒否された。2007年、ウェンブリー・スタジアムに登場。史上初のアメリカ大陸以外でのNFLの開催とあって観客が多数詰めかけていた。2010年3月、バーミンガムで開催された歴史あるドッグショーに乱入。犬のマネをしたパフォーマンスを披露した。しかし、すぐに警備員に地面に押しつけられた。
2009年には全てのスポンサー契約が解除され、自費で出撃を繰り返したが、子どもの事を考え2012年にチャンネル4の番組内で引退する事を明かし、スペインの牛追い祭りは失敗に終わって逮捕、『Xファクター』では最終的に決行を断念、最後は全裸スカイダイビングでヌーディスト生活の最後を締めた。